# 4-octanamina
La 4-octanamina es una amina primaria con fórmula molecular C8H19N.
- Datos: Q5652296